# Jamaica op de Olympische Zomerspelen 1952
Jamaica nam deel aan de Olympische Zomerspelen 1952 in Helsinki, Finland. Ook bij de tweede deelname werd goud en zilver behaald.

## Medailleoverzicht
| Sport    | Olympiër                                             | Onderdeel  | Medaille |
| -------- | ---------------------------------------------------- | ---------- | -------- |
| Atletiek | George Rhoden                                        | 400m (m)   | Goud     |
| Atletiek | Arthur Wint Leslie Laing Herb McKenley George Rhoden | 4x400m (m) | Goud     |
| Atletiek | Herb McKenley                                        | 100m (m)   | Zilver   |
| Atletiek | Herb McKenley                                        | 400m (m)   | Zilver   |
| Atletiek | Arthur Wint                                          | 800m (m)   | Zilver   |

## Deelnemers en resultaten

### Atletiek
| Olympiër                                             | Onderdeel       | Resultaat | Prestatie |
| ---------------------------------------------------- | --------------- | --------- | --- |
| Byron LaBeach                                        | 100m (m)        | 17e       | serie 8: 2de in 11,09 kwartfinale 1: 5de in 11,05                                                            |
| Herb McKenley                                        | 100m (m)        | Zilver    | serie 5: 1ste in 10,88 kwartfinale 4: 1ste in 10,72 halve finale 2: 1ste in 10,74 finale: 2de in 10,80       |
| Leslie Laing                                         | 200m (m)        | 5e        | serie 15: 1ste in 21,97 kwartfinale 5: 2de in 21,74 halve finale 1: 3de in 21,80 finale: 5de in 21,45        |
| Herb McKenley                                        | 400m (m)        | Zilver    | serie 5: 1ste in 48,09 kwartfinale 4: 1ste in 47,56 halve finale 2: 1ste in 46,53 finale: 2de in 46,20       |
| George Rhoden                                        | 400m (m)        | Goud      | serie 10: 1ste in 48,28 kwartfinale 2: 1ste in 47,24 halve finale 2: 2de in 46,61 finale: 1ste in 46,09 (OR) |
| Arthur Wint                                          | 400m (m)        | 5e        | serie 3: 1ste in 47,42 kwartfinale 1: 1ste in 46,98 halve finale 1: 1ste in 46,38 finale: 5de in 47,24       |
| Arthur Wint                                          | 800m (m)        | Zilver    | serie 5: 2de in 1.54,2 halve finale 2: 1ste in 1.52,7 finale: 2de in 1.49,4                                  |
| Arthur Wint Leslie Laing Herb McKenley George Rhoden | 4x400m (m)      | Goud      | serie 1: 1ste in 3.12,13 finale: 1ste in 3.04,04 (WR)                                                        |
|                                                      |                 |           | |
| Hyacinth Walters                                     | 100m (v)        | 28e       | serie 13: 3de in 12,4                                                                                        |
| Hyacinth Walters                                     | 200m (v)        | 22e       | serie 6: 4de in 25,4                                                                                         |
| Kathleen Russell                                     | verspringen (v) | 31e       | kwalificatie groep B: 16de met 5,10m                                                                         |

### Wielersport
| Olympiër       | Onderdeel   | Resultaat | Prestatie                                 |
| -------------- | ----------- | --------- | ----------------------------------------- |
| Kenneth Farnum | sprint (m)  | 21e       | 1ste ronde serie 3: 2de herkansingen: 4de |
| Kenneth Farnum | tijdrit (m) | 20e       | 1.17,2                                    |

Argentinië · Australië · Bahama's · België · Bermuda · Birma · Brazilië · Brits-Guiana · Bulgarije · Canada · Ceylon · Chili · China · Cuba · Denemarken · Duitsland · Egypte · Filipijnen · Finland · Frankrijk · Goudkust · Griekenland · Groot-Brittannië · Guatemala · Hongarije · Hongkong · Ierland · IJsland · India · Indonesië · Iran · Israël · Italië · Jamaica · Japan · Joegoslavië · Libanon · Liechtenstein · Luxemburg · Mexico · Monaco · Nederland · Nederlandse Antillen · Nieuw-Zeeland · Nigeria · Noorwegen · Oostenrijk · Pakistan · Panama · Polen · Portugal · Puerto Rico · Roemenië · Saarland · Singapore ·  Sovjet-Unie · Spanje · Thailand · Trinidad en Tobago · Tsjecho-Slowakije · Turkije · Uruguay · Venezuela · Verenigde Staten · Vietnam · Zuid-Afrika · Zuid-Korea · Zweden · Zwitserland